# Гровер Вашингтон молодший
Гровер Вашингтон Молодший (англ. Grover Washington, Jr., 12 грудня 1943 — 17 грудня 1999) — американський джаз-фанк/соул-джаз саксофоніст. Разом із Джорджем Бенсоном, Джоном Клеммером (анг.John Klemmer), Девідом Санборном, Бобом Джеймсом (анг.Bob James), Чаком Манджоні (анг.Chuck Mangione), Гербом Алпертом, та Спайро Джира (анг.Spyro Gyra), він багатьма вважається одним із засновників жанру м'який джаз (анг.Smooth Jazz).[джерело?]
Був автором багатьох творів, що виконував. Пізніше виступав у ролі продюсера та аранжувальника.
Впродовж 1970-х та 1980-х, Вашингтон випустив численні хіти у своєму жанрі, включаючи «Mister Magic», «Reed Seed», «Black Frost», «Winelight», «Inner City Blues» та «The Best is Yet to Come». На додаток, він грав дуже часто із іншими артистами, включаючи Білла Візерса у «Just the Two of Us» (що й досі регулярно лунає на радіо), Патті ЛаБель (анг.Patti LaBelle) у «The Best Is Yet To Come», та Филіс Хайман у «A Sacred Kind of Love». Він також запам'ятався за гру класичної теми Дейва Брубека «Take Five», та за його версію 1996-го року теми «Soulful Strut».
Вашингтон переважно грав на саксофонах, із нанесеним покриттям нікелю чорного кольору, та зроблених компанією Julius Keilwerth. А саме, на моделях SX90R альт та SX90R тенор. Він також грав на саксофоні Selmer Mark VI alto у ранні роки своєї кар'єри. Його основний сопрано саксофон був із покриттям чорного нікелю, H.Couf Superba II (також розроблений компанією Keilwerth для Герберта Коуфа (анг.Herbert Couf)) та на Keilwerth SX90 у останні роки свого життя.

## Біографія

### Юні роки
Вашингтон народився у місті Баффало, штат Нью-Йорк, 12 грудня 1943 р. Його мати була півчою у церковному хорі, а його батько колекціонував старі грамофонні записи, та також був саксофоністом. Таким чином, музика оточувала Гровера всюди із самого дитинства. Він зростав, слухаючи видатних джазменів та великі джазові гурти, а саме Бенні Гудмена, Флетчер Хендерсона (анг.Fletcher Henderson), тощо. Коли Гроверу Молодшому було 8 років, його батько, Гровер Старший, подарував йому саксофон. Він навчався грати та крадькома ходив у клуби, щоб послухати видатних блюзових музикантів Баффало.

### Початок кар'єри
Вашингтон покинув Баффало та почав грати у гурті із Середнього Заходу «The Four Clefs» та згодом у гурті «Mark III Trio» з Менсфілду (анг.Mansfield), штат Огайо. Невдовзі він був призваний до армії США, де він зустрів барабанщика Біллі Кобгема. Музичний авторитет Нью-Йорку, Кобгем познайомив Вашингтона із багатьма нью-йоркськими музикантами. Після служби в армії, Вашингтон випробовував свій талант поблизу Нью-Йорка, врешті, оселившись у Філадельфіїу 1967. У 1970-му та 1971-му, він з'являється у перших двох альбомах Леона Спенсера (анг.Leon Spencer) на Prestige Records, разом із Ідрісом Мухаммедом (анг.Idris Muhammad) та Мелвіном Спарксом (анг.Melvin Sparks).
Але популярність прийшла до Вашингтона завдяки іншому артисту. Альт-саксофоніст Генк Кроуфорд не зміг бути у студії на запису, що робив Крід Тейлор на Kudu Records, тому Вашингтон зайняв його місце, незважаючи на те, що він був дублером. Таким чином було записано першого сольного альбому Гровера Inner City Blues. Він був талановитий та грав із серцем та душею на сопрано, альт, тенор та баритон саксофонах. Додаючи щось нове у сучасну для того часу музику, він дуже вплинув на розвиток основної джазової течії.

### Слава
У той час, як перші три альбоми зарекомендували його як талановитого джаз та соул музиканта, лише четвертий альбом Гровера 1974-го року, що звався Mister Magic, приніс йому ще й комерційний успіх. Альбом піднявся на 10 місце у рейтингу журналу Біллборд «Найкращі 40 альбомів Біллборда» (анг.Billboard's Top 40 album chart), а титульна композиція зайняла 16 місце у рейтингу пісень у стилі Ритм-н-Блюз (також № 54 у жанрі поп-музики). Усі ці альбоми були записані за участю гітариста Еріка Гейла , у подальшому незмінного учасника команди Вашингтона. Його наступний альбом на Kudu у 1975-му році Feels So Good також зайняв місце № 10 у рейтингу найкращих альбомів.
Завдяки усім цим записам 70-ті роки пройшли для Гровера Вашингтона у кращому світі, та їх кульмінацією став визначний альбом Winelight (1980 р.), що зібрав у себе усе найкраще, зігране Гровером до того часу. На момент запису Гровер вже мав контракт із студією Elektra Records, частиною великої компанії Warner Music group. Альбом видався м'яким, із відчутним впливом ритм-н-блюзу та легкий до прослуховування. Любов Вашингтона до баскетболу, а особливо до команди НБА Філадельфія 76, призвела до написання ним другої композиції альбому «Let It Flow», присвяченої Джуліусу Ірвінгу за кличкою Доктор Джей (анг. Dr.J). Однією з найкращих пісень альбому стала його спільна робота із соул-виконавцем Біллом Візерсом «Just the Two of Us» — хіт на радіо протягом весни та літа 1981-го року, пісня, що посіла позицію № 2 у рейтингу Гаряча Сотня Біллборда (Hot 100) журналу Біллборд. Альбом став платиновим у 1981-му, та також виграв Нагороду Греммі у 1982-му році у номінації найкраща пісня у жанрі ритм-н-блюз («Just The Two of Us»), та найкраще виконання у жанрі Джаз-Ф'южн («Winelight»). «Winelight» також був представлений у номінаціях «Запис року» та «Пісня року».
Вважається, що у подальшому етапі творчості після альбому «Winelight», Вашингтон посприяв розквіту нових молодих талантів, що заявили про себе наприкінці 1980-х та на початку 1990-х.
Також його пісня Mr. Magic вважається як така, що вплинула на розвиток музичного стилю Гоу-Гоу (анг.Go-go), що з'явився у середині 1970-х.

### Ухід з життя
17 грудня 1999-го року, на п'ятий день після свого 56-го дня народження, під час очікування у зеленій кімнаті після виконання чотирьох пісень для The Saturday Early Show, у CBS Studios у Нью-Йорку, Вашингтон знепритомнів. Його було доставлено до лікарні St. Luke's-Roosevelt Hospital, де він помер приблизно о 19-30. Лікарі констатували, що він зазнав обширного серцевого нападу. Похований на кладовищі West Laurel Hill Cemetery.

## Вшанування
Велика фреска Вашингтона у Філадельфії, як частина програми анти-графіті Mural Arts Program, на південній частині перетину вулиць Broad та Diamond.

## Дискографія

### Як лідер
| Рік  | Альбом                                                                    | США 200 | США РнБ | США Billboard charts Джаз |
| ---- | ------------------------------------------------------------------------- | ------- | ------- | ------------------------- |
| 1972 | Inner City Blues                                                          | 62      | 8       | 4                         |
| 1972 | All the King's Horses                                                     | 111     | 20      | 1                         |
| 1973 | Soul Box                                                                  | 100     | 26      | 1                         |
| 1975 | Mister Magic                                                              | 10      | 1       | 1                         |
| 1975 | Feels So Good                                                             | 10      | 1       | 1                         |
| 1976 | A Secret Place                                                            | 31      | 7       | 1                         |
| 1977 | Live at The Bijou                                                         | 11      | 4       | 1                         |
| 1978 | Reed Seed                                                                 | 35      | 7       | 1                         |
| 1979 | Paradise                                                                  | 24      | 15      | 2                         |
| 1980 | Skylarkin'                                                                | 24      | 8       | 1                         |
| 1980 | Winelight                                                                 | 5       | 2       | 1                         |
| 1981 | Come Morning [Архівовано 29 листопада 2015 у Wayback Machine.]            | 28      | —       | 1                         |
| 1981 | Baddest [Архівовано 29 листопада 2015 у Wayback Machine.]                 | 96      | 40      | 5                         |
| 1981 | Anthology                                                                 | 149     | 44      | 11                        |
| 1982 | The Best Is Yet to Come [Архівовано 29 листопада 2015 у Wayback Machine.] | 50      | 8       | 1                         |
| 1984 | Inside Moves [Архівовано 29 листопада 2015 у Wayback Machine.]            | 80      | 21      | 3                         |
| 1986 | House Full of Love [Архівовано 29 листопада 2015 у Wayback Machine.]      | 125     | 52      | 25                        |
| 1987 | Strawberry Moon                                                           | —       | —       | —                         |
| 1988 | Then and Now                                                              | —       | —       | 2                         |
| 1989 | Time Out of Mind [Архівовано 29 листопада 2015 у Wayback Machine.]        | —       | 60      | 1                         |
| 1992 | Next Exit [Архівовано 29 листопада 2015 у Wayback Machine.]               | 149     | 26      | 1                         |
| 1994 | All My Tomorrows [Архівовано 29 листопада 2015 у Wayback Machine.]        | —       | —       | 2                         |
| 1996 | Soulful Strut [Архівовано 29 листопада 2015 у Wayback Machine.]           | 187     | 45      | 2                         |
| 1997 | Breath of Heaven: A Holiday Collection                                    | —       | —       | 7                         |
| 2000 | Aria [Архівовано 29 листопада 2015 у Wayback Machine.]                    | —       | —       | —                         |

### Як Сесійний Музикант
Із Кетлін Беттл
- So Many Stars (Sony, 1995)

Із Кенні Берреллом
- Togethering [Архівовано 26 листопада 2015 у Wayback Machine.] (Blue Note, 1985)

Із Charles Earland
- Living Black![en] (Prestige, 1970)

Із Декстером Гордоном
- American Classic [Архівовано 29 листопада 2015 у Wayback Machine.] (Elektra, 1982)

Із Urbie Green
- Señor Blues[en] (CTI, 1977)

Із Boogaloo Joe Jones
- No Way![en] (Prestige, 1970)
- What It Is[en] (Prestige, 1971)

Із The Mark III Trio
- Let's Ska at the Ski Lodge (Downhill, 1964)

Із Джеррі Малліганом
- Dragon Fly [Архівовано 29 листопада 2015 у Wayback Machine.] (Telarc, 1995)

Із Don Sebesky
- Giant Box[en] (CTI, 1973)

Із Джонні «Гаммондом» Смітом
- What's Going On[en] (Prestige, 1971)
- Breakout[en] (Kudu, 1971)
- Wild Horses Rock Steady[en] (Kudu, 1971)

Із Melvin Sparks
- Spark Plug[en] (Prestige, 1971)

Із Leon Spencer
- Sneak Preview![en] (Prestige, 1970)
- Louisiana Slim[en] (Prestige, 1971)

Із Mal Waldron
- My Dear Family[en] (Evidence, 1990)

Із Randy Weston
- Blue Moses[en] (CTI, 1972)

Із Біллом Візерсом
- Just the Two of Us (Columbia Records, 1981)

## Сингли
| Рік  | Сингли                    | СШАBillboard Top 200 Поп | СШАHot R&B/Hip-Hop Songs РнБ |
| ---- | ------------------------- | ------------------------ | ---------------------------- |
| 1971 | «Inner City Blues»        | —                        | 42                           |
| 1972 | «Mercy Mercy Me»          | —                        | —                            |
| 1972 | «No Tears In the End»     | —                        | 49                           |
| 1973 | «Masterpiece»             | —                        | —                            |
| 1975 | «Mister Magic»            | 54                       | 16                           |
| 1976 | «Knucklehead»             | —                        | —                            |
| 1977 | «Summer Song»             | —                        | 57                           |
| 1978 | «Do Dat»                  | —                        | 75                           |
| 1979 | «Tell Me About It Now»    | —                        | —                            |
| 1980 | «Snake Eyes»              | —                        | —                            |
| 1980 | «Winelight»               | —                        | —                            |
| 1981 | «Just the Two of Us»      | 2                        | 3                            |
| 1982 | «Be Mine (Tonight)»       | 92                       | 13                           |
| 1982 | «Jamming»                 | —                        | 65                           |
| 1983 | «The Best Is Yet to Come» | —                        | 14                           |
| 1984 | «Inside Moves»            | —                        | —                            |
| 1987 | «Summer Nights»           | —                        | 35                           |
| 1989 | «Jamaica»                 | —                        | —                            |
| 1990 | «Sacred Kind of Love»     | —                        | 21                           |
| 1992 | «Love Like This»          | —                        | 31                           |